# ゴンサロ・サンチェス・デ・ロサダ
ゴンサロ・サンチェス・デ・ロサーダ（ゴンサロ・サンチェス・デ・ロサーダ・イ・サンチェス・ブスタマンテ : Gonzalo Sánchez de Lozada y Sánchez Bustamante：1930年7月1日 - ）、愛称ゴニ（Goni）は、ボリビアの政治家。同国で2度大統領を務めた。

## 人物・経歴
シカゴ大学で文学と哲学を学ぶ。民族革命運動党（Movimiento Nacionalista Revolucionario : MNR）の党員。
人差し指と中指を立てる、いわゆるピースサインが彼のトレードマーク。国民の多くから「ゴニ」の愛称で呼ばれる。
1986年にビクトル・パス・エステンソロ政権下で経済企画大臣を務めているとき、いわゆる「ショック療法」と呼ばれる100万分の1のデノミネーションと新通貨発行を計画し実施した。これにより、前年比8,000%というハイパーインフレーションを断ち切ることに成功し、一躍名声を得た。
この功績もあり、パス・エステンソロの次の大統領を選ぶ選挙（1989年）に出馬し最高得票率を得たが過半数には達しなかった。結局この選挙では得票率2位のウゴ・バンセル・スアレスが3位のハイメ・パス・サモラに票を譲ることによりパス・サモラが大統領になった。
サンチェスは1993年の大統領選挙に再出馬。再び最高得票率を得、他党との連立にも成功したため大統領に就任した。国有会社の民営化を押し進め、就任直後には省庁再編も行なっている。彼の政策は「新自由主義」と呼ばれる。常に親米の姿勢をとっており、合衆国の強硬な麻薬対策（麻薬産地に軍隊を送り込むなど）により反米感情を高めたコカ生産農家を中心に農民層の支持は低かった。
1997年、半ば強行的に行なった国営石油公社の民営化を最後に大統領の任期を終える。しかし、2002年6月30日の選挙では22.46%の得票率を得て再び大統領に選ばれる。2期目の政権は発足当初から農民団体や鉱山労働者団体などとの激しい軋轢をかかえた。2003年2月12日には所得税増税に反対して大統領府前の広場に集まったデモ隊との銃撃戦がおこり、20人以上の死者を出す。

## ガス紛争と辞任
コカ生産者組合と急進的先住民族グループ、特にエボ・モラレス（社会人民主義者のリーダーでありサンチェスの最大の政敵）及びフェリペ・キスペ（農民同盟の指導者で、1980年代にテロリストとゲリラに関係したとして投獄された経験を持つ）は、ボリビアガス紛争と呼ばれる暴動を引き起こした。彼らはボリビアの天然ガス資源をチリに輸出しようというサンチェスの計画を止めようとした。暴動を阻止できず、ラパス市とエルアルト市が先の見えない混乱に陥ったために、サンチェスは2003年10月17日に辞任に追い込まれた。また、同日ボリビアからアメリカ合衆国に脱出した。
このガス紛争ではデモ鎮圧のために軍隊が強硬な手段をとったため、70人を超える死者が出た。ボリビア議会は後の2005年2月22日に亡命中のサンチェスを大量殺人容疑で起訴した。
| 公職                                            | 公職                                                         | 公職                                                     |
| ----------------------------------------------- | ------------------------------------------------------------ | -------------------------------------------------------- |
| 先代 ハイメ・パス・サモラ ホルヘ・キローガ (en) | ボリビア共和国大統領 第74代：1993 - 1997 第77代：2002 - 2003 | 次代 ウゴ・バンセル・スアレス カルロス・メサ・ヒスベルト |